# Steirastoma meridionale
Steirastoma meridionale är en skalbaggsart som beskrevs av Aurivillius 1909. Steirastoma meridionale ingår i släktet Steirastoma och familjen långhorningar. Inga underarter finns listade i Catalogue of Life.